# Escape to Burma
Escape to Burma is een Amerikaanse avonturenfilm uit 1955 onder regie van Allan Dwan. In Nederland werd de film destijds uitgebracht onder de titel De robijnen van de Birma Prins.

## Verhaal
Wanneer een Birmaanse prins wordt vermoord, wijzen alle sporen naar Jim Brecan. De vader van de prins wil Brecan meteen dood, maar kapitein Cardigan gaat naar hem op zoek om hem een eerlijk proces te geven. Brecan verschuilt zich intussen op de plantage van Gwen Moore.

## Rolverdeling
| Acteur           | Personage             |
| ---------------- | --------------------- |
| Barbara Stanwyck | Gwen Moore            |
| Robert Ryan      | Jim Brecan            |
| David Farrar     | Cardigan              |
| Murvyn Vye       | Makesh                |
| Lisa Montell     | Andora                |
| Robert Warwick   | Sawbwa                |
| Reginald Denny   | Commissaris           |
| Robert Cabal     | Kumat                 |
| Peter Coe        | Kapitein van de garde |
| Alex Montoya     | Dacoit                |
| Anthony Numkena  | Kasha                 |
| John Mansfield   | Sergeant              |
| Gavin Muir       | Astroloog             |